# Фросини, Пьетро
Пьетро Фросини (итал. Pietro Frosini; 9 августа 1885 года, Катания — 29 сентября 1951 года, Нью-Йорк) — итальянский композитор, аккордеонист.

## Биография
Пьетро Фросини родился 9 августа 1885 года в коммуне Маскалуча. В 1902 году поступил в Миланскую консерваторию. Позднее работал в качестве корнетиста на английском флоте Мальты с оркестром «Britain Navy Band», выступал в Америке.
В 1911 году отправился в Англию, где в Букингемском дворце выступил с концертом для короля Георга V. Фросини познакомился с такими знаменитыми аккордеонистами, как Гидо и Пьетро Дейро.
В 1920 году Пьетро Фросини женился. В 1925 году прекратил участие в гастролях по состоянию здоровья. С 1930 года начал преподавать, его произведения зазвучали по радио.
Композитор скончался 29 сентября 1951 года в Нью-Йорке.